# Lista recordurilor românești la înot
Recordurile românești la înot se referă la cele mai bune performanțe realizate vreodată de înotătorii români de sex masculin și feminin.  Aceste evidențe sunt recunoscute și păstrate de federația națională de înot a României: Federația Română de Natație și Pentatlon Modern (FRNPM).

## Bazin lung (50 metri)

### Masculin
| Probă         | Timp     | +   | Sportiv                                                                                           | Dată            | Eveniment                                 | Loc                   | Ref    |
| ------------- | -------- | --- | ------------------------------------------------------------------------------------------------- | --------------- | ----------------------------------------- | --------------------- | ------ |
| Stil liber    |          |     |                                                                                                   |                 |                                           |                       |        |
| 50 m          | 21.83    | NR  | David Popovici                                                                                    | 9 aprilie 2025  | Campionatele Nationale                    | Otopeni, Romania      | [ 2 ]  |
| 100 m         | 46.86    | ,   | David Popovici                                                                                    | 13 august 2022  | Campionatele Europene de Natație 2022     | Roma, Italia          | [ 3 ]  |
| 200 m         | 1:42.97  | WJR | David Popovici                                                                                    | 15 august 2022  | Campionatele Europene de Natație 2022     | Roma, Italia          | [ 4 ]  |
| 400 m         | 3:46.70  | h   | Dragoș Coman                                                                                      | 24 iulie 2005   | Campionatele Mondiale                     | Montreal, Canada      |        |
| 800 m         | 7:54.02  |     | Vlad Stancu                                                                                       | 9 iulie 2022    | Campionatele Europene de Juniori          | Otopeni, România      | [ 5 ]  |
| 1500 m        | 15:05.47 |     | Vlad Stancu                                                                                       | 7 iulie 2022    | Campionatele Europene de Juniori          | Otopeni, România      | [ 6 ]  |
| Spate         |          |     |                                                                                                   |                 |                                           |                       |        |
| 50 m          | 24.12    | sf  | Robert Glință                                                                                     | 3 august 2018   | Campionatele Europene                     | Glasgow, Regatul Unit | [ 7 ]  |
| 100 m         | 52.88    |     | Robert Glință                                                                                     | 20 mai 2021     | Campionatele Europene                     | Budapesta, Ungaria    | [ 8 ]  |
| 200 m         | 1:56.45  | sf  | Răzvan Florea                                                                                     | 14 august 2008  | Jocurile Olimpice                         | Beijing, China        |        |
| Bras          |          |     |                                                                                                   |                 |                                           |                       |        |
| 50 m          | 27.47    |     | Dragoș Agache                                                                                     | 14 august 2010  | Campionatele Europene                     | Budapesta, Ungaria    |        |
| 100 m         | 1:01.14  |     | Dragoș Agache                                                                                     | 16 aprilie 2011 | Naționale de seniori/juniori ale României | Pitești, România      |        |
| 200 m         | 2:14.73  |     | Dragoș Agache                                                                                     | 13 aprilie 2011 | Naționale de seniori/juniori ale României | Pitești, România      |        |
| Fluture       |          |     |                                                                                                   |                 |                                           |                       |        |
| 50 m          | 23.74    |     | David Popovici                                                                                    | 6 aprilie 2023  | Campionatele Naționale de Înot            | Otopeni, România      | [ 9 ]  |
| 100 m         | 52.35    |     | Daniel Cristian Martin                                                                            | 16 iunie 2019   | Mare Nostrum                              | Barcelona, Spania     | [ 10 ] |
| 200 m         | 1:56.09  | h   | Ioan Gherghel                                                                                     | 11 august 2008  | Jocurile Olimpice                         | Beijing, China        |        |
| Mixt          |          |     |                                                                                                   |                 |                                           |                       |        |
| 200 m         | 2:00:05  |     | Robert Andrei Badea                                                                               | 24 iulie 2003   | Campionatele Europene Juniori             | Vilnius, Lituania     |        |
| 400 m         | 4:14.37  |     | Robert Andrei Badea                                                                               | 27 iulie 2003   | Campionatele Europene Juniori             | Vilnius, Lituania     |        |
| Ștafetă liber |          |     |                                                                                                   |                 |                                           |                       |        |
| 4×50 m        |          |     | —                                                                                                 | —               | —                                         | —                     |        |
| 4×100 m       | 3:16.54  | h   | Marius Radu (49.28) Daniel Macovei (49.43) Alin Coste (49.14) Norbert Trandafir (48.69)           | 16 mai 2016     | Campionatele Europene                     | Londra, Regatul Unit  | [ 11 ] |
| 4×200 m       | 7:28.43  |     | Ștefan Cozma (1:54.40) Vlad Stancu (1:53.23) Patrick Dinu (1:55.08) David Popovici (1:45.72)      | 9 aprilie 2022  | Întâlnirea multinațiunilor pentru juniori | Kranj, Slovenia       | [ 12 ] |
| Ștafetă mixt  |          |     |                                                                                                   |                 |                                           |                       |        |
| 4×50 m        |          |     | —                                                                                                 | —               | —                                         | —                     |        |
| 4×100 m       | 3:37.57  | h   | Răzvan Florea (54.45) Dragoș Agache (1:01.51) Alexandru Maestru (53.18) Norbert Trandafir (48.43) | 2 august 2009   | Campionatele Mondiale                     | Roma, Italia          |        |

Legendă: # – Record în așteptarea ratificării de către FRNPM;

 - Record mondial  - Record european;  - Record olimpic;  - Record mondial juniori

Recorduri care nu au fost stabilite în finală: h – serii; sf – semifinale; s – ștafetă prima parte 

### Feminin
| Probă         | Timp     | +  | Sportiv                                                                                                 | Dată               | Eveniment             | Loc                 | Ref |
| ------------- | -------- | -- | --- | ------------------ | --------------------- | ------------------- | --- |
| Stil liber    |          |    | |                    |                       |                     |     |
| 50 m          | 25.28    |    | Tamara Costache                                                                                         | 23 august 1986     | Campionatele Mondiale | Madrid, Spania      |     |
| 100 m         | 55.40    |    | Tamara Costache                                                                                         | 13 decembrie 1986  | —                     | Baia Mare, România  |     |
| 200 m         | 1:56.87  |    | Camelia Potec                                                                                           | 13 august 2008     | Jocurile Olimpice     | Beijing, China      |     |
| 400 m         | 4:03.41  |    | Camelia Potec                                                                                           | 26 iulie 2009      | Campionatele Mondiale | Roma, Italia        |     |
| 800 m         | 8:16.70  |    | Camelia Potec                                                                                           | 22 aprilie 2009    | Campionatele Franței  | Montpellier, Franța |     |
| 1500 m        | 15:52.37 |    | Camelia Potec                                                                                           | 26 aprilie 2009    | Campionatele Franței  | Montpellier, Franța |     |
| Spate         |          |    | |                    |                       |                     |     |
| 50 m          | 28.73    |    | Diana Mocanu                                                                                            | 10 martie 2002     | —                     | Pitești, România    |     |
| 100 m         | 1:00.21  |    | Diana Mocanu                                                                                            | 18 septembrie 2000 | Jocurile Olimpice     | Sydney, Australia   |     |
| 200 m         | 2:08.16  |    | Diana Mocanu                                                                                            | 18 septembrie 2000 | Jocurile Olimpice     | Sydney, Australia   |     |
| Bras          |          |    | |                    |                       |                     |     |
| 50 m          | 32.44    |    | Ioana Popa                                                                                              | 5 aprilie 2013     | Campionatele României | Pitești, România    |     |
| 100 m         | 1:10.14  |    | Beatrice Câșlaru                                                                                        | 6 iunie 2001       | —                     | Pitești, România    |     |
| 200 m         | 2:25.00  |    | Beatrice Câșlaru                                                                                        | 25 iulie 2001      | Campionatele Mondiale | Fukuoka, Japonia    |     |
| Fluture       |          |    | |                    |                       |                     |     |
| 50 m          | 27.19    |    | Ioana Popa                                                                                              | 6 aprilie 2013     | Campionatele României | Pitești, România    |     |
| 100 m         | 59.12    | sf | Diana Mocanu                                                                                            | 16 septembrie 2000 | Jocurile Olimpice     | Sydney, Australia   |     |
| 200 m         | 2:09.73  |    | Stela Pura                                                                                              | 21 mai 1988        | Belgium Invitational  | Anvers, Belgia      |     |
| Mixt          |          |    | |                    |                       |                     |     |
| 200 m         | 2:12.57  |    | Beatrice Câșlaru                                                                                        | 19 septembrie 2000 | Jocurile Olimpice     | Sydney, Australia   |     |
| 400 m         | 4:37.18  |    | Beatrice Câșlaru                                                                                        | 16 septembrie 2000 | Jocurile Olimpice     | Sydney, Australia   |     |
| Ștafetă liber |          |    | |                    |                       |                     |     |
| 4×50 m        | 1:45.16  |    | Costache Copariu Pătrășcoiu Dobrescu                                                                    | 3 februarie 1988   | —                     | Hamburg, Germania   |     |
| 4×100 m       | 3:46.45  |    | Carmen Herea (57.39) Ioana Diaconescu (56.02) Diana Mocanu (57.41) Camelia Potec (55.63)                | 7 iulie 2000       | Campionatele Europene | Helsinki, Finlanda  |     |
| 4×200 m       | 8:01.63  |    | Camelia Potec (1:59.10) Simona Păduraru (2:01.52) Ioana Diaconescu (2:01.47) Beatrice Câșlaru (1:59.54) | 20 septembrie 2000 | Jocurile Olimpice     | Sydney, Australia   |     |
| Ștafetă mixt  |          |    | |                    |                       |                     |     |
| 4×50 m        |          |    | — | —                  | —                     | —                   |     |
| 4×100 m       | 4:10.05  |    | Raluca Udroiu (1:04.22) Beatrice Câșlaru (1:10.18) Diana Mocanu (59.74) Camelia Potec (55.91)           | 9 iulie 2000       | Campionatele Europene | Helsinki, Finlanda  |     |

Legendă: # – Record în așteptarea ratificării de către FRNPM;

 - Record mondial  - Record european;  - Record olimpic;  - Record mondial juniori

Recorduri care nu au fost stabilite în finală: h – serii; sf – semifinale; s – ștafetă prima parte 

### Mixt
| Probă         | Timp    | + | Sportiv                                                                                               | Dată         | Eveniment                        | Loc                | Ref    |
| ------------- | ------- | - | --- | ------------ | -------------------------------- | ------------------ | ------ |
| Ștafetă liber |         |   | |              |                                  |                    |        |
| 4×100 m       | 3:29.35 |   | David Popovici (47.34) Patrick Dinu (50.03) Bianca Costea (55.47) Rebecca Diaconescu (56.51)          | 6 iulie 2022 | Campionatele Europene de Juniori | Otopeni, România   | [ 13 ] |
| Ștafetă mixt  |         |   | |              |                                  |                    |        |
| 4×100 m       | 4:02.07 | h | Gabriel Dumitrache (57.54) Ingrid Huszar (1:11.56) Laurentiu Haiducu (56.10) Ana-Iulia Dascal (56.87) | 8 iulie 2018 | Campionatele Europene de Juniori | Helsinki, Finlanda | [ 14 ] |

Legendă: # – Record în așteptarea ratificării de către FRNPM;

 - Record mondial  - Record european;  - Record olimpic;  - Record mondial juniori

Recorduri care nu au fost stabilite în finală: h – serii; sf – semifinale; s – ștafetă prima parte 

## Bazin scurt (25 metri)

### Masculin
| Probă         | Timp     | +   | Sportiv                                                                                    | Dată               | Eveniment                     | Loc                      | Ref    |
| ------------- | -------- | --- | ------------------------------------------------------------------------------------------ | ------------------ | ----------------------------- | ------------------------ | ------ |
| Stil liber    |          |     |                                                                                            |                    |                               |                          |        |
| 50 m          | 21.52    |     | David Popovici                                                                             | 12 noiembrie 2023  | Campionatele României         | Otopeni, România         | [ 15 ] |
| 100 m         | 45.64    | WJR | David Popovici                                                                             | 15 decembrie 2022  | Campionatele Mondiale         | Melbourne, Australia     | [ 16 ] |
| 200 m         | 1:40.79  |     | David Popovici                                                                             | 18 decembrie 2022  | Campionatele Mondiale         | Melbourne, Australia     | [ 17 ] |
| 400 m         | 3:41.06  |     | Dragoș Coman                                                                               | 17 ianuarie 2004   | Cupa Mondială                 | Berlin, Germania         | [ 18 ] |
| 800 m         | 7:48.10  | h   | Vlad Stancu                                                                                | 6 noiembrie 2021   | Campionatele Europene         | Kazan, Rusia             | [ 19 ] |
| 1500 m        | 14:38.00 |     | Dragoș Coman                                                                               | 18 ianuarie 2006   | Cupa Mondială                 | Stockholm, Suedia        |        |
| Spate         |          |     |                                                                                            |                    |                               |                          |        |
| 50 m          | 22.74    |     | Robert Glință                                                                              | 3 noiembrie 2021   | Campionatele Europene         | Kazan, Rusia             | [ 20 ] |
| 100 m         | 49.31    |     | Robert Glință                                                                              | 5 noiembrie 2021   | Campionatele Europene         | Kazan, Rusia             | [ 21 ] |
| 200 m         | 1:51.75  |     | Robert Glință                                                                              | 29 septembrie 2021 | International Swimming League | Neapole, Italia          | [ 22 ] |
| Bras          |          |     |                                                                                            |                    |                               |                          |        |
| 50 m          | 27.39    |     | Dragoș Agache                                                                              | 13 noiembrie 2009  | Campionatele României         | Hunedoara, România       |        |
| 100 m         | 59.66    |     | Dragoș Agache                                                                              | 4 decembrie 2010   | Campionatele României         | Hunedoara, România       |        |
| 200 m         | 2:11.08  |     | Valentin Preda                                                                             | 20 noiembrie 2011  | Campionatele României         | Hunedoara, România       |        |
| Fluture       |          |     |                                                                                            |                    |                               |                          |        |
| 50 m          | 23.20    | h   | Cătălin-Paul Ungur                                                                         | 16 decembrie 2017  | Campionatele Europene         | Copenhaga, Danemarca     | [ 23 ] |
| 100 m         | 51.06    |     | Daniel Cristian Martin                                                                     | 8 noiembrie 2019   | Campionatele României         | Miercurea Ciuc, România  |        |
| 200 m         | 1:53.91  |     | Ioan Gherghel                                                                              | 13 aprilie 2008    | Campionatele Mondiale         | Manchester, Regatul Unit |        |
| Mixt          |          |     |                                                                                            |                    |                               |                          |        |
| 100 m         | 52.45    |     | Robert Glință                                                                              | 21 noiembrie 2021  | International Swimming League | Eindhoven, Țările de Jos | [ 24 ] |
| 200 m         | 1:57.56  |     | David Popovici                                                                             | 7 decembrie 2021   | Campionatele României         | Miercurea Ciuc, România  | [ 25 ] |
| 400 m         | 4:14.24  |     | Constantin Tudose                                                                          | 13 noiembrie 2009  | Campionatele României         | Hunedoara, România       |        |
| Ștafetă liber |          |     |                                                                                            |                    |                               |                          |        |
| 4×50 m        | 1:26.47  |     | Marius Radu (21.90) Daniel Macovei (21.54) Robert Glință (21.91) Norbert Trandafir (21.12) | 2 decembrie 2015   | Campionatele Europene         | Netanya, Israel          | [ 26 ] |
| 4×100 m       | 3:17.40  |     | Răzvan Petcu Alex Ioanovici Nicolae Ivan Nicolae Butacu                                    | 2 decembrie 1995   | Campionatele Mondiale         | Rio de Janeiro, Brazilia |        |
| 4×200 m       | 7:52.87  |     | —                                                                                          | 2 aprilie 1982     | —                             | Hunedoara, România       |        |
| Ștafetă mixt  |          |     |                                                                                            |                    |                               |                          |        |
| 4×50 m        | 1:38.24  | h   | Robert Glință (24.48) Alexandru Coci (28.69) Marius Radu (23.40) Norbert Trandafir (21.67) | 6 decembrie 2015   | Campionatele Europene         | Netanya, Israel          | [ 27 ] |
| 4×100 m       | 3:46.88  |     | Butacu Anastase Petcu Nicolae Ivan                                                         | 4 decembrie 1994   | —                             | Hunedoara, România       |        |

Legendă: # – Record în așteptarea ratificării de către FRNPM;

 - Record mondial  - Record european;  - Record olimpic;  - Record mondial juniori

Recorduri care nu au fost stabilite în finală: h – serii; sf – semifinale; s – ștafetă prima parte 

### Feminin
| Probă         | Timp     | + | Sportiv                              | Dată              | Eveniment             | Loc                      | Ref    |
| ------------- | -------- | - | ------------------------------------ | ----------------- | --------------------- | ------------------------ | ------ |
| Stil liber    |          |   |                                      |                   |                       |                          |        |
| 50 m          | 24.77    |   | Bianca Costea                        | 9 decembrie 2021  | Campionatele României | Miercurea Ciuc, România  | [ 28 ] |
| 100 m         | 53.48    |   | Livia Copariu                        | 6 aprilie 1989    | —                     | Sibiu, România           |        |
| 200 m         | 1:55.81  |   | Camelia Potec                        | 7 februarie 2004  | Cupa Mondială         | Rio de Janeiro, Brazilia | [ 29 ] |
| 400 m         | 4:00.62  |   | Camelia Potec                        | 13 decembrie 2008 | Campionatele Europene | Rijeka, Croația          |        |
| 800 m         | 8:15.64  |   | Camelia Potec                        | 12 decembrie 2008 | Campionatele Europene | Rijeka, Croația          |        |
| 1500 m        | 16:01.60 |   | Noemi Lung                           | 15 ianuarie 1987  | —                     | Paris, Franța            |        |
| Spate         |          |   |                                      |                   |                       |                          |        |
| 50 m          | 28.56    |   | Diana Mocanu                         | 29 decembrie 2001 | Indian Ocean Meet     | Saint-Paul, Franța       |        |
| 100 m         | 00:59.84 |   | Aissia Claudia Prisecariu            | 11 noiembrie 2022 | Campionatele României | Otopeni, România         | [ 30 ] |
| 200 m         | 2:09.29  |   | Carina Macavei                       | 11 noiembrie 2016 | —                     | Hunedoara, România       |        |
| Bras          |          |   |                                      |                   |                       |                          |        |
| 50 m          | 31.87    |   | Ioana Alexandra Popa                 | 23 noiembrie 2017 | Campionatele României | Hunedoara, România       |        |
| 100 m         | 1:08.49  |   | Larisa Lăcustă                       | 3 februarie 1996  | Cupa Mondială         | Paris, Franța            |        |
| 200 m         | 2:25.60  |   | Larisa Lăcustă                       | 18 aprilie 1997   | Campionatele Mondiale | Gothenburg, Suedia       |        |
| Fluture       |          |   |                                      |                   |                       |                          |        |
| 50 m          | 27.19    |   | Bianca Costea                        | 8 decembrie 2021  | Campionatele României | Miercurea Ciuc, România  | [ 31 ] |
| 100 m         | 1:00.09  |   | Ionela Cozma                         | 17 noiembrie 2007 | Campionatele României | Hunedoara, România       |        |
| 200 m         | 2:09.34  |   | Stela Pura                           | 8 februarie 1987  | —                     | Bonn, RFG                |        |
| Mixt          |          |   |                                      |                   |                       |                          |        |
| 100 m         | 1:02.96  |   | Emma Malcomete                       | 14 noiembrie 2009 | Campionatele României | Hunedoara, România       |        |
| 200 m         | 2:10.65  |   | Beatrice Căslaru                     | 12 februarie 2000 | Cupa Mondială         | Paris, Franța            |        |
| 400 m         | 4:31.36  |   | Noemi Lung                           | 31 ianuarie 1987  | —                     | Paris, Franța            |        |
| Ștafetă liber |          |   |                                      |                   |                       |                          |        |
| 4×50 m        | 1:43.34  |   | Costache Copariu Pătrășcoiu Dobrescu | —                 | —                     | —                        |        |
| 4×100 m       | 3:44.48  |   | Stela Pura Copariu Dobrescu Costache | 2 februarie 1988  | —                     | Paris, Franța            |        |
| 4×200 m       | 8:23.21  |   | —                                    | 2 aprilie 1987    | —                     | —                        |        |

Legendă: # – Record în așteptarea ratificării de către FRNPM;

 - Record mondial  - Record european;  - Record olimpic;  - Record mondial juniori

Recorduri care nu au fost stabilite în finală: h – serii; sf – semifinale; s – ștafetă prima parte 